# Roxanne McKee
Roxanne McKee (10 de agosto de 1980) é uma atriz e modelo britânica nascida no Canadá, mais conhecida por atuar como Louise Summers na popular novela britânica Hollyoaks. Ela venceu o British Soap Awards e o Inside Soap Award na categoria de Mulher Mais Sexy por sua atuação.

## Biografia e educação
McKee nasceu no Canadá, como filha de pais Irlandeses. Em 2005, se formou como um diploma de bacharel em Ciências Políticas e Estudos Políticos pela instituição pública inglesa de Royal Holloway da Universidade de Londres na Inglaterra, logo após isso, McKee ganhou fama ao vencer o "Hollyoaks on the Pull", uma iniciativa da Channel 4 para descobrir novos talentos para a conhecida novela britânica "Hollyoaks", a partir de 2005. O concurso foi uma busca nacional para encontrar um novo ator ou uma nova atriz. Depois de ser escolhido entre mais de 35 mil candidatos, McKee começou a interpretar o papel ainda em 2005.

## Carreira de atriz
Depois da confirmação de que Roxanne McKee havia desistido de seu papel como Louise Summers após quase quatro anos interpretando a personagem, ela desapareceu da televisão, em dezembro de 2008. Nesse mesmo ano, McKee apareceu no clipe de música de Taio Cruz, intitulado como "She's Like a Star". Em 2009, a atriz fez participações no violento filme de terror F, de Johannes Roberts, e na sitcom The Persuasionists, do canal BBC Two.
Em julho de 2009, Roxanne tornou-se a "cara" de Clothes Show Live, afirmando: "Eu sempre o assisti na TV e desejava participar, por isso estou muito lisonjeada por fazer parte de um evento tão grande". Em 2010, ela foi escalada para um pequeno papel no drama online EastEnders: E20, atuando como a personagem bissexual Pippa.
Após o drama lésbico moderno Lip Service, para a BBC Three, gravado em Glasgow, McKee interpretou a ex-prostituta Doreah, durante a primeira temporada da famosa série de televisão "Game of Thrones" da HBO, uma série de televisão baseada nos Livros de As Crônicas de Gelo e Fogo, um best-seller épico e fantástico escritos por George R. R. Martin. Sua personagem é a responsável por ajudar a khaleesi Daenerys Targaryen (interpretada por Emilia Clarke) a satisfazer o marido o famoso guerreiro rústico do povo Dothraki, chamado de Khal Drogo (interpretado por Jason Momoa).
Em maio de 2012, McKee foi anunciada como parte da continuação da franquia de filmes de terror "Wrong Turn" (iniciada em 2003), onde ela aparece no elenco principal do filme "Wrong Turn 5: Bloodlines", que conta a história de um pequeno grupo de amigos que está viajando para conseguir participar de um rústico festival musical realizado durante o dia das bruxas na cidade de Fairlake, na Virgínia Ocidental.

## Filmografia
| Ano  | Título                     | Papel          |
| ---- | -------------------------- | -------------- |
| 2019 | Inside Man: Most Wanted    | Ariella Barash |
| 2014 | Ironclad: Battle for Blood | Blanche        |
| 2014 | Hércules (2014)            | Rainha Alcmene |
| 2013 | Vendetta                   | Morgan         |
| 2012 | Wrong Turn 5: Bloodlines   | Lita           |
| 2010 | The Expelled               | Nicky          |

### Televisão
| Ano       | Título             | Papel          |
| --------- | ------------------ | -------------- |
| 2014      | Dominion           | Claire Rysen   |
| 2011-2012 | Game of Thrones    | Doreah         |
| 2012      | Inspetor Lewis     | Briony Keagan  |
| 2010      | Lip Service        | Lou Foster     |
| 2010      | The Persuasionists | Christine      |
| 2010      | EastEnders: E20    | Pippa          |
| 2010      | F                  | Nicky Wright   |
| 2005-2008 | Hollyoaks          | Louise Summers |

## Prêmios e nomeações

### 2006
- 91ª posição na lista da FHM das 100 Mulheres Mais Sexys no Mundo.

### 2007
- Venceu o British Soap Awards na categoria de Mulher Mais Sexy por seu papel em Hollyoaks.
- Venceu o Inside Soap Award na categoria de Mulher Mais Sexy por seu papel em Hollyoaks.
- 42ª posição na lista da FHM das 100 Mulheres Mais Sexys no Mundo.

### 2008
- Venceu o Digital Spy Soap Awards na categoria de Mulher Mais Sexy por seu papel em Hollyoaks.
- 91ª posição na lista da FHM das 100 Mulheres Mais Sexys no Mundo.
- Venceu o British Soap Awards na categoria de Mulher Mais Sexy por seu papel em Hollyoaks.[6]